# Sint-Maartenskerk (Montigny-le-Tilleul)
De Sint-Maartenskerk (Frans: Église Saint-Martin) is een katholieke parochiekerk in Montigny-le-Tilleul in de Belgische provincie Henegouwen. Ze is gewijd aan Martinus van Tours.

## Geschiedenis
In de 13e eeuw was er een romaanse kerk en op de fundamenten daarvan is midden 16e eeuw een gotische kerk gebouwd.
In 1761 werd het gebouw getroffen door een zware brand. 
De gewelven en het koor zijn in 1935 gerestaureerd. In 2017 volgde een nieuwe restauratie.

## Beschrijving
Het gaat om een hallenkerk uit de 16e eeuw in Henegouwse gotiek, opgetrokken uit blauwe hardsteen. Ze bestaat uit een driebeukig schip, een dwarsbeuk en een klein koor. De ingebouwde westtoren heeft een torenlichaam gemetseld uit breuksteen en een ingesnoerde naaldspits. De aangebouwde, ronde traptoren is het voornaamste restant van de romaanse kerk. Voor de toren is een portaal gebouwd.
Binnen contrasteert het blauw van de ronde pijlers met de rode baksteen van de kruisribgewelven en met de witte muren. Aan de muur hangt een driedelige calvarie uit gepolychromeerd hout, die wordt gedateerd in de 16e eeuw. De glas-in-loodramen zijn grotendeels rond 1900 gemaakt.

## Voetnoten
1. 1 2  L'église Saint-Martin de Montigny-le-Tilleul a ouvert ses portes au public, Télésambre, 3 juni 2025

- Koninklijk Instituut voor het Kunstpatrimonium: 10049284